# Sedlo pod Ostrvou
Sedlo pod Ostrvou (auch Sedlo Ostrvy genannt; deutsch Osterva-Sattel oder Hochwaldsattel, ungarisch Oszterva-nyereg, polnisch 	Przełęcz pod Osterwą) ist ein 1966 m n.m. (nach älteren Angaben 1959 m n.m.) hoher Sattel (Pass) auf der slowakischen Seite der Hohen Tatra. Er überquert einen aus dem südlichen Gipfel des Bergs Končistá verlaufenden Seitengrat zwischen den Bergen Tupá im Norden und der namensgebenden Ostrva im Süden und bildet einen Übergang vom Mengusovská dolina im Westen ins Tal Dolina Veľkej hučavy im Osten.

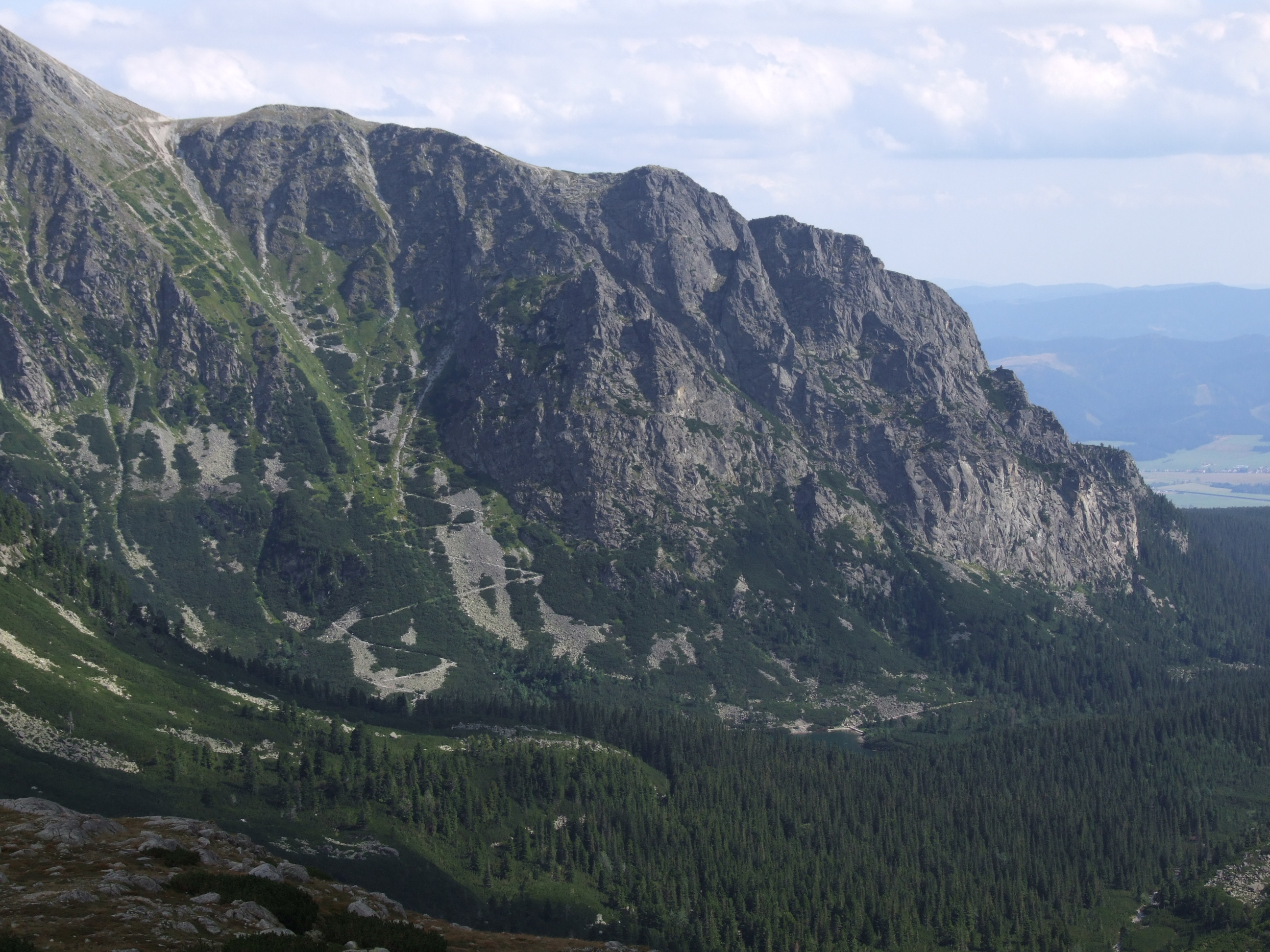
Die Nordwestrampe mit Kehren

Der breite Sattel ist zwar kein touristisches Ziel an sich, durch ihn passiert aber der rot markierte Wanderweg Tatranská magistrála (deutsch Magistrale) auf dem Weg von Štrbské Pleso und vom Bergsee Popradské pleso im Westen zum Bergsee Batizovské pleso und weiter Berghotel Sliezsky dom im Osten. Den Höhenunterschied vom Bergsee Popradské pleso heraus überwindet der Wanderweg mit 28 Kehren. Die gegenwärtige Trasse der Magistrale wurde 1930–31 errichtet.